# Paradigm Entertainment
Paradigm Entertainment (anteriormente parte de Paradigm Simulation) fue una empresa desarrolladora de videojuegos estadounidense. Paradigm  es conocido por su videojuego de simulación de vehículos. Fundada como una empresa de computación gráfica 3D en 1990, Paradigm trabajó principalmente en la tecnología de simulación de vuelo realista para los principales clientes espaciales y aeronáuticas. La compañía tiene su inicio en el desarrollo del videojuego cuando fue contactada por Nintendo en 1994 para ayudar en la creación de uno de los títulos de lanzamiento de la Nintendo 64, Pilotwings 64. La crítica del videojuego fue un éxito y al igual que la parte comercial para el desarrollador, provocando simulaciones y divisiones de ocio de Paradigm para separarse y centrarse en sus respectivos productos. Durante la reciente independencia de Paradigm Entertainment continuaron desarrollando para la consola de Nintendo de 64 bits. Después de una breve alianza con Video System, Paradigm fue adquirida como una subsidiaria de propiedad total de Atari en 2000 y comenzó a desarrollar videojuegos para la sexta generación de consolas de videojuegos. Paradigm fue vendido a THQ en 2006 y se cerró finalmente en 2008.

## Historia
Paradigm Simulation fue fundada en 1990 como una empresa con sede en Addison, Texas. En un principio se centró en la creación de productos comerciales para desarrolladores gráficos, incluyendo simulaciones de entrenamiento militar para pilotos y capitanes de barco y una cartera de clientes muy larga que incluyó al Departamento de Defensa de los Estados Unidos, The Walt Disney Company, la NASA, Lockheed Martin, Boeing y McDonnell Douglas. Paradigm actuó como un defensor de los gráficos por ordenador en 3D y la realidad virtual a mediados de la década de 1990 con sus aplicaciones, incluyendo a IRIS GL basada en VisionWorks y OpenGL basada en Vega, que fueron utilizados en estaciones de trabajo de Silicon Graphics. Las ventas de proyectos para la compañía fueron de $7 millones de dólares en 1995, frente a $3.5 millones de dólares en 1994. Durante ese tiempo, la compañía frecuentaba el Consumer Electronics Show anual, SIGGRAPH, y Electronic Entertainment Expo (E3) dando conferencias con sus demostraciones tecnológicas en 3D.
Nintendo según informes, contactó con Paradigm en 1994 después de que codesarrolló un simulador de vuelo realista llamado "Hornet" con la compañía de entretenimiento Magic Edge Inc. A través de las conexiones con Silicon Graphics, diseñadores de la Nintendo 64, trabajaron en Paradigm durante nueve meses, a partir de ese mismo año en una base tecnológica para su propio software de Nintendo 64. En el "E3" en mayo de 1995 los ingenieros de Paradigm fueron ayudados por Nintendo con el pulido de una demo de la Nintendo 64 como muestra para los desarrolladores y distribuidores en una suite susurro. Paradigm se asoció con Nintendo al mes siguiente para comenzar el desarrollo de Pilotwings 64, uno de los primeros videojuegos disponibles para la nueva consola en todo el mundo. El juego fue un éxito para la compañía, representando la mitad de sus ingresos a principios de 1997 y ha vendido más de un millón de copias en todo el mundo en febrero de 1998. En mayo de 1996, un mes antes del lanzamiento japonés de la consola, Paradigm dio a conocer un desarrollo clave de un paquete titulado "Fusion 64".
En marzo de 1997, el ala de entretenimiento se separó para concentrarse exclusivamente en la producción de videojuegos. La división de simulación completó una fusión con Multigen Inc. en octubre de 1998 y fue adquirida por Computer Associates International Inc. en 2000. Multigen-Paradigm ahora es parte de Presagis. A principios de los años como un estudio independiente, Paradigm Entertainment tenía una asociación corta de tres juegos con el editor japonés Video System. La pareja acabó con una demanda por el desarrollador con sede en Texas contra Video System con respecto a la supuesta violación de este último contrato en el desarrollo y publicación del simulador de vuelo "Harrier 2001".
Al inicio de 1999, Paradigm anunció otra herramienta de representación y desarrollo 3D llamada "VisKit", que fue diseñada para ser utilizada en la creación de juegos de la consola de nueva generación siendo portada para varios sistemas. El 29 de junio de 2000, Paradigm Entertainment fue adquirida por Atari y su empresa matriz Infogrames Entertainment, SA por $19,500,000 o hasta 700.000 acciones de Infogrames. Paradigm comenzó a desarrollar videojuegos para videoconsolas de sexta generación (PlayStation 2, GameCube, Xbox y Dreamcast) después de su último lanzamiento para la Nintendo 64, Duck Dodgers Starring Daffy Duck. Las obras publicadas durante este tiempo incluyen una mejor versión del videojuego arcade clásico Spy Hunter, videojuegos de carreras de motocross, y los videojuegos basados en las franquicias multimedia Terminator y Misión: Imposible. Tras la caída del mercado de valores, y teniendo en cuenta las ventas pobres de videojuegos, Atari comenzó a despojarse de sus estudios internos de desarrollo en un esfuerzo por reestructurarse financieramente. A pesar de no haber producido un juego rentable en más de seis años, y un éxodo constante de talento, Paradigm se vendió en mayo de 2006 a THQ. Aunque Stuntman: Ignition y Juiced 2: Hot Import Nights de THQ eran los más vendidos de la sociedad matriz en su cuarta versión, THQ reportó pérdidas financieras totales por $16,3 millones durante el primer semestre de su año fiscal 2007. "Si bien hemos vendido más de 1 millón de unidades en todo el mundo en cada uno de estos títulos, esto es muy por debajo de nuestra previsión interna", afirmó el director ejecutivo de THQ, Brian Farrell. "En ambos casos no recibimos nuestra requerida mecánica de juego y los objetivos globales de la calidad del producto. La calidad importa y perdimos la marca." El 3 de noviembre de 2008, la compañía cesó oficialmente sus operaciones. El gerente general de Paradigm, Dave Gatchel pasó a servir en la misma posición en el estudio de THQ en Montreal. El resto del personal se trasladó a otras empresas, como Gearbox Software.

## Títulos de videojuegos
- 2007 — Juiced 2: Hot Import Nights (PlayStation 3/PC/PSP)
- 2007 — Stuntman: Ignition (Xbox 360/PlayStation 3/PlayStation 2)
- 2006 — Battlezone (PlayStation Portable)
- 2004 — Terminator 3: The Redemption (PlayStation 2/Xbox/GameCube)
- 2003 — Mission: Impossible - Operation Surma (PlayStation 2/Xbox/GameCube)
- 2002 — Big Air Freestyle (GameCube)
- 2002 — The Terminator: Dawn of Fate (PlayStation 2/Xbox)
- 2001 — MX Rider (PlayStation 2)
- 2001 — Spy Hunter (PlayStation 2)
- 2000 — Duck Dodgers Starring Daffy Duck (Nintendo 64)
- 2000 — Indy Racing 2000 (Nintendo 64)
- 1999 — Beetle Adventure Racing! (Nintendo 64, lanzado en Australia como HSV Adventure Racing)[35]
- 1999 — F-1 World Grand Prix II (Nintendo 64, solamente en Europa)
- 1998 — F-1 World Grand Prix (Nintendo 64)
- 1997 — Aero Fighters Assault (Nintendo 64)
- 1996 — Pilotwings 64 (Nintendo 64)
- Cancelado — Sin previo aviso disparos en primera persona (Xbox 360 / PlayStation 3 / PC)[36]
- Cancelado — Magic Karts (PlayStation 2)[36]
- Cancelado — Asteroids 3D (Xbox)[36]
- Cancelado — Harrier 2001 (Nintendo 64)[24]
- Cancelado — Skies (Heat.net)[20]
- Cancelado — Pilotwings 64 secuela (Nintendo 64)[37]